# 安赫利夫卡 (喬爾特基夫區)
48°51′14″N 25°40′23″E / 48.85389°N 25.67306°E
安赫利夫卡（羅馬化：Anhelivka）是烏克蘭的村落，位於該國西部捷爾諾波爾州，由喬爾特基夫區負責管轄，始建於1810年，面積0.7平方公里，海拔高度313米，2018年人口213，人口密度每平方公里304.3人。
Верховна Рада Украïни